# RuPaul's Drag Race (tredicesima edizione)
La tredicesima edizione di RuPaul's Drag Race è andata in onda sull'emittente televisiva VH1, dal 1º gennaio al 23 aprile 2021.
La stagione è stata confermata il 2 dicembre 2019, tramite YouTube e Twitter, dove è stato annunciato l'inizio dei casting, che si sono conclusi il 24 gennaio 2020.
Si tratta della prima edizione interamente registrata durante la pandemia di COVID-19, ed è stata girata seguendo le norme ed i protocolli in vigore, incluso il test del tampone per tutte le concorrenti. Inoltre durante le riprese le concorrenti, i giudici e lo staff sono rimasti isolati e non hanno avuto contatti con l'esterno.
Symone, vincitrice dell'edizione, ha guadagnato come premio 100000 $, una fornitura di cosmetici della Anastasia Beverly Hills cosmetics e una corona di Fierce Drag Jewels.
Kandy Muse e LaLa Ri prenderanno parte all'ottava edizione di RuPaul's Drag Race All Stars, mentre Gottmik parteciperà alla nona.

## Concorrenti
Le tredici concorrenti che hanno preso parte al reality show sono state:
| Concorrente       | Vero nome         | Età | Città                    | Posizionamento |
| ----------------- | ----------------- | --- | ------------------------ | -------------- |
| Symone            | Reggie Gavin      | 25  | Los Angeles – California | Vincitrice     |
| Kandy Muse        | Kevin Candelario  | 25  | The Bronx – New York     | 2º posto       |
| Gottmik           | Kade Gottlieb     | 23  | Los Angeles – California | 3º/4º posto    |
| Rosé              | Ross McCorkell    | 31  | New York – New York      | 3º/4º posto    |
| Olivia Lux        | Fred Carlton      | 26  | Brooklyn – New York      | 5º posto       |
| Utica Queen       | Ethan Mundt       | 25  | Utica – Minnesota        | 6º posto       |
| Tina Burner       | Kristian Seeber   | 39  | New York – New York      | 7º posto       |
| Denali            | Cordero Zuckerman | 28  | Chicago – Illinois       | 8º posto       |
| Elliott with 2 Ts | Elliott Puckett   | 26  | Las Vegas – Nevada       | 9º posto       |
| LaLa Ri           | LaRico Potts      | 30  | Atlanta – Georgia        | 10º posto      |
| Tamisha Iman      | Will Crawford     | 49  | Atlanta – Georgia        | 11º posto      |
| Joey Jay          | Joseph Jadryev    | 30  | Phoenix – Arizona        | 12º posto      |
| Kahmora Hall      | Paul Tran         | 28  | Chicago – Illinois       | 13º posto      |

## Tabella eliminazioni
| Ordine | Episodi | Episodi | Episodi | Episodi | Episodi | Episodi | Episodi | Episodi | Episodi | Episodi | Episodi | Episodi | Episodi | Episodi | Episodi    |
| Ordine | 1       | 2       | 3       | 4       | 5       | 6       | 7       | 8       | 9       | 10      | 11      | 12      | 13      | 14      | 16         |
| ------ | ------- | ------- | ------- | ------- | ------- | ------- | ------- | ------- | ------- | ------- | ------- | ------- | ------- | ------- | ---------- |
| 1      | Kandy   | Symone  | Denali  | Symone  | Gottmik | Olivia  | Olivia  | Rosé    | Gottmik | Symone  | Rosé    | Kandy   | Rosé    | Gottmik | Symone     |
| 2      | LaLa    | Olivia  | Rosé    | Kandy   | Rosé    | Elliott | Kandy   | Denali  | Denali  | Utica   | Symone  | Gottmik | Gottmik | Kandy   | Kandy Muse |
| 3      | Symone  | Elliott | Utica   | Rosé    | Utica   | Tina    | Symone  | Gottmik | Rosè    | Gottmik | Kandy   | Rosé    | Symone  | Rosé    | Gottmik    |
| 4      | Gottmik | LaLa    | Tamisha | Elliott | Denali  | Gottmik | Tina    | Olivia  | Symone  | Kandy   | Olivia  | Olivia  | Kandy   | Symone  | Rosé       |
| 5      | Olivia  | Tina    | Joey    | Olivia  | Elliott | Denali  | Gottmik | Utica   | Tina    | Rosé    | Gottmik | Symone  | Olivia  |         |            |
| 6      | Tina    | Gottmik | Kahmora | Utica   | Symone  | Rosé    | Denali  | Elliott | Kandy   | Tina    | Utica   | Utica   |         |         |            |
| 7      | Joey    | Kandy   |         | Joey    | Olivia  | LaLa    | Rosé    | Tina    | Olivia  | Olivia  | Tina    |         |         |         |            |
| 8      | Denali  |         |         | Gottmik | Tina    | Symone  | Utica   | Kandy   | Utica   | Denali  |         |         |         |         |            |
| 9      | Tamisha |         |         | Tina    | Kandy   | Utica   | Elliott | Symone  | Elliott |         |         |         |         |         |            |
| 10     | Utica   |         |         | Tamisha | Tamisha | Kandy   | LaLa    |         |         |         |         |         |         |         |            |
| 11     | Rosé    |         |         | LaLa    | LaLa    | Tamisha |         |         |         |         |         |         |         |         |            |
| 12     | Kahmora |         |         | Denali  | Joey    |         |         |         |         |         |         |         |         |         |            |
| 13     | Elliott |         |         | Kahmora |         |         |         |         |         |         |         |         |         |         |            |

     La concorrente ha vinto la gara
     La concorrente è arrivata in finale ma non ha vinto la gara
     La concorrente è arrivata in finale, ma è stata eliminata
     La concorrente ha vinto la puntata
     La concorrente figura tra le prime, si è esibita in playback ma ha perso
     La concorrente figura tra le prime ma non ha vinto la puntata
     La concorrente si è esibita in playback nel primo episodio e ha vinto
     La concorrente si è esibita in playback nel primo episodio ma non ha vinto
     La concorrente è salva ed accede alla puntata successiva (l'ordine di chiamata è casuale)
     La concorrente figura tra le ultime ma non è a rischio eliminazione
     La concorrente figura tra le ultime ed è a rischio eliminazione
     La concorrente è stata eliminata, ma poi riammessa in una puntata successiva
     La concorrente è stata eliminata

## Giudici
- RuPaul
- Michelle Visage
- Ross Matthews
- Carson Kressley

### Giudici ospiti
I giudici ospiti sono:
- Cynthia Erivo
- Nicole Byer
- Loni Love
- Ts Madison
- Jamal Sims

## Special guest
In quest'edizione ci sono stati dei cameo celebrities, molti di quali concorrenti nelle passate edizioni di RuPaul's Drag Race, che però non sono stati giudici durante la puntata:
- Jeffrey Bowyer-Chapman
- Stuart Vevers
- Miguel Zárate
- Anne Hathaway
- Erik Paparozzi
- David Benjamin Steinberg
- Victoria "Porkchop" Parker
- Raven
- Char Margolis
- Jaida Essence Hall
- Norvina
- Valentina
- Nina West
- Heidi N Closet
- Scarlett Johansson
- Colin Jost
- Paris Hilton
- Bob the Drag Queen
- Thorgy Thor
- Kennedy Davenport
- Eureka O'Hara
- Kim Chi
- Latrice Royale
- Cynthia Lee Fontaine
- Cory Booker

## Riassunto episodi

### Episodio 1 -The Pork Chop
Il primo episodio della tredicesima edizione si apre con l'ingresso di due delle tredici concorrenti nell'atelier, Kandy Muse e Joey Jay. All'improvviso arriva un messaggio da parte di RuPaul che invita le due a raggiungere immediatamente il palcoscenico principale. La stessa sorte accade alle altre concorrenti, anch'esse divise in quattro coppie ed un terzetto. Rispettivamente Denali e LaLa Ri, Symone e Tamisha Iman, Gottmik e Utica Queen, Rosé e Olivia Lux ed, infine, il terzetto composto da Tina Burner, Kahmora Hall ed Elliott with 2 Ts.
- La sfida principale: per la prima sfida principale della serie, le concorrenti prenderanno parte ad un mini-torneo di playback. La concorrente vincitrice potrà restare in gara, mentre la perdente dovrà abbandonare immediatamente la competizione. Prima di ogni sfida RuPaul accompagnato da Michelle Visage, Carson Kressley e Ross Mathews presentano le concorrenti, parlando della loro storia e dei loro abiti di scena.

Il primo duello è tra Kandy Muse e Joey Jay che vengono chiamate ad esibirsi con la canzone Call Me Maybe di Carly Rae Jepsen. Kandy Muse viene dichiarata vincitrice del playback e può continuare nella competizione, mentre Joey Jay viene eliminata.
Il secondo duello è tra Denali e LaLa Ri che vengono chiamate ad esibirsi con la canzone When I Grow Up delle Pussycat Dolls. LaLa Ri viene dichiarata vincitrice del playback e può continuare nella competizione, mentre Denali viene eliminata.
Il terzo duello è tra Symone e Tamisha Iman che vengono chiamate ad esibirsi con la canzone The Pleasure Principle di Janet Jackson. Symone viene dichiarata vincitrice del playback e può continuare nella competizione, mentre Tamisha Iman viene eliminata.
Il quarto duello è tra Gottmik e Utica Queen che vengono chiamate ad esibirsi con la canzone Rumors di Lindsay Lohan. Gottmik viene dichiarata vincitrice del playback e può continuare nella competizione, mentre Utica Queen viene eliminata.
Il quinto duello è tra Rosé e Olivia Lux che vengono chiamate ad esibirsi con la canzone Ex's & Oh's di Elle King. Olivia Lux viene dichiarata vincitrice del playback e può continuare nella competizione, mentre Rosé viene eliminata.
Il sesto ed ultimo duello è tra Tina Burner, Kahmora Hall e Elliott with 2 Ts che vengono chiamate ad esibirsi con la canzone Lady Marmalade di Christina Aguilera feat. Lil' Kim, Mýa e P!nk. Tina Burner viene dichiarata vincitrice del playback e può continuare nella competizione, mentre Kahmora Hall e Elliott with 2 Ts vengono eliminate.
- L'eliminazione: dopo l'ultimo duello RuPaul annuncia che le concorrenti "eliminate" hanno ancora un'ultima possibilità per continuare nella competizione, tuttavia viene specificato che dovranno, tramite votazione, decidere una concorrente da eliminare definitivamente dal gioco.

### Episodio 2 -Condragulations
Il secondo episodio riprende gli ultimi eventi dell'episodio precedente, con RuPaul che annuncia alle concorrenti "eliminate" che hanno ancora un'ultima possibilità per continuare nella competizione, tuttavia viene specificato che dovranno, tramite votazione, decidere una concorrente da eliminare definitivamente dal gioco. Dopo il primo giro di votazioni RuPaul annuncia che il voto ha determinato un pareggio tra Elliott ed Utica, di conseguenza le concorrenti dovranno prendere parte ad un secondo giro di votazione, che ha determinato l'eliminazione di Elliott with 2 Ts.
Il giorno successivo le sei concorrenti che hanno vinto i duelli entrano nell'atelier, ancora sconvolte per i continui colpi di scena avvenuti il primo giorno. RuPaul fa il suo ingresso annunciando l'entrata a sorpresa di Elliott with 2 Ts, e rivelando che le concorrenti "eliminate" in realtà sono ancora in gara.
- La mini sfida: per la mini sfida, le concorrenti dovranno indossare due look diversi (un look da giorno ed un look da sera) da presentare in una fashion week. Non viene dichiarata nessuna vincitrice, poiché l'esito della mini sfida sarà sommato a quello della sfida principale.
- La sfida principale: per questa sfida principale, i concorrenti dovranno scrivere, produrre e coreografare un numero hip hop sulle note del brano Condragulations di RuPaul. Durante la preparazione della coreografia, si creano attriti tra Elliott, che si è proposta di organizzare il tutto poiché esperta in materia, e Tina che è convinta che non hanno molto tempo per poter organizzare una coreografia completa per il poco tempo rimasto, ma di concentrarsi su quello che hanno già preparato. Prima della sfilata, Gottmik racconta della sua situazione come uomo transgender, Elliott racconta di come sia stata ironicamente già "eliminata" due volte, e poi si discute su chi sia la possibile minaccia della serie.

Giudice ospite della puntata è Jamal Sims. Il tema della sfilata di questa puntata è Lamé You Stay, dove le concorrenti devono sfoggiare un abito fatto di lamé. Dopo la sfilata e le critiche dei giudici, RuPaul dichiara che Olivia Lux e Symone sono state le concorrenti con il punteggio più alto, mentre le altre vengono dichiarate salve. Inoltre viene spiegato che le migliori si sfideranno al playback per essere la migliore della puntata.
- Il playback della vittoria: Olivia Lux e Symone vengono chiamate a esibirsi con la canzone Break My Heart di Dua Lipa. Symone viene dichiarata vincitrice del playback e RuPaul rivela che nuove concorrenti stanno per arrivare.

### Episodio 3 -Phenomenon
Il terzo episodio si apre con le concorrenti che rientrano nell'atelier dopo il lip sync, che si congratulano con Symone per la prima vittoria della serie. Inoltre le concorrenti sono certe che in termini di paragone il loro gruppo sarà il migliore rispetto all'altro durante la competizione.
Il giorno successivo le sei concorrenti che hanno non vinto i duelli entrano nell'atelier, emozionate per avere una seconda possibilità ma sono anche tristi per aver eliminato Elliott. RuPaul fa il suo ingresso annunciando di essere contento che le concorrenti abbiano un'ulteriore possibilità per dimostrare quanto valgono.
- La mini sfida: per la mini sfida, le concorrenti dovranno indossare due look diversi (un look da giorno ed un look da sera) da presentare in una fashion week. Non viene dichiarata nessuna vincitrice, poiché l'esito della mini sfida sarà sommato a quello della sfida principale.
- La sfida principale: per questa sfida principale, le concorrenti dovranno scrivere, produrre e coreografare un numero hip hop sulle note del brano Phenomenon di RuPaul. Durante la preparazione della coreografia, si scaturirono dei problemi tra Denali, Rosé e Joey, che si sono proposte di organizzare insieme la coreografia presentando troppe idee per il poco tempo rimasto, successivamente per evitare di presentarsi sul palco a mani vuote, Tamisha si è proposta per la preparazione di tutti i dettagli finali.

Giudice ospite della puntata è Nicole Byer. Il tema della sfilata di questa puntata è We're Here, We're Sheer, Get Used To It, dove le concorrenti devono sfoggiare un abito fatto di tessuto velato. Dopo la sfilata e le critiche dei giudici, RuPaul dichiara che Denali e Rosé sono state le concorrenti con il punteggio più alto, mentre le altre vengono dichiarate salve. Inoltre viene spiegato che le migliori si sfideranno al playback per essere la migliore della puntata.
- Il playback della vittoria: Denali e Rosé vengono chiamate a esibirsi con la canzone If U Seek Amy di Britney Spears. Denali viene dichiarata vincitrice del playback e RuPaul rivela che a partire da questo momento un concorrente sarà eliminato dalla competizione.

### Episodio 4 -RuPaulmark Channel
Il quarto episodio si apre con l'incontro di tutte le concorrenti nell'atelier per la prima volta, con alcune sono ancora tristi per l'eliminazione di Elliott. Intanto lei, che era nascosta, appare davanti a tutte per cercare spiegazioni sul perché è stata "eliminata". Il giorno dopo nell'atelier, arriva RuPaul annunciando che a partire da questo momento una concorrente sarà eliminata dalla competizione.
- La sfida principale: per la sfida principale, le concorrenti dovranno recitare in dei film di serie-b a tema festività sul canale RuPaulmark Channel, parodia del canale Paramount Network. Le concorrenti vengono divise in tre gruppi. Il primo gruppo è composto da Denali, Elliott, Kahmora e Olivia, il secondo da LaLa, Rosé, Symone e Utica ed, infine, l'ultimo gruppo composto da Gottmik, Joey, Kandy, Tamisha e Tina. Il primo gruppo reciterà nel film Misery Love's Company basata sulla giornata di San Valentino, il secondo invece registrerà God Love Flag ispirato alla Giornata delle bandiere ed, infine, l'ultimo gruppo reciterà in April Fool's Rush In incentrato nel giorno del pesce d'aprile.

Giudice ospite della puntata è Loni Love. Il tema della sfilata di questa puntata è Trains For Days, dove le concorrenti devono sfoggiare un abito con un lungo strascico. RuPaul dichiara Elliott, Olivia, Utica, Joey, Gottmik, Tina e Tamisha salve, e lasciò le altre concorrenti sul palco per le critiche. Denali e Kahmora Hall sono le peggiori mentre Symone è la migliore della puntata.
- L'eliminazione: Denali e Kahmora Hall vengono chiamate a esibirsi con la canzone 100% Pure Love di Crystal Waters. Denali si salva mentre Kahmora Hall viene eliminata dalla competizione.

### Episodio 5 -The Bag Ball
Il quinto episodio si apre con le concorrenti che rientrano nell'atelier dopo l'eliminazione di Kahmora, Kandy afferma che Elliott sarebbe dovuta essere tra i peggiori, e inoltre afferma che Symone è la sua più grande rivale per le sue continue vittorie. Tutto ciò infastidisce Tamisha poiché, indifferentemente dal numero di vittorie, sono tutte sullo stesso piano.
- La mini sfida: per la mini sfida le concorrenti devono ballare vestite da bebè, per poi a turno mostrare a RuPaul la loro coreografia migliore. La vincitrice della mini sfida è LaLa Ri.
- La sfida principale: per la sfida principale, le concorrenti parteciperanno al "The Bag Ball", dove presenteranno 3 look differenti, e il terzo dovrà essere cucito e assemblato a mano. Le categorie sono:
  - Mixed Bag: le concorrenti devono indossare un look ispirato ad una "borsa" non convenzionale;
  - Money Bags: le concorrenti devono indossare un look da donna in carriera con una borsa disegnata da Stuart Vevers;
  - Bag Ball Eleganza: le concorrenti devono realizzare un outfit con borse, borsette, buste e zainetti.

Giudice ospite della puntata è Nicole Byer. RuPaul dichiara Denali, Elliott, Symone, Olivia, Tina e Kandy salve, e lasciò le altre concorrenti sul palco per le critiche. Joey Jay e LaLa Ri sono le peggiori mentre Gottmik è la migliore della puntata.
- L'eliminazione: Joey Jay e LaLa Ri vengono chiamate a esibirsi con la canzone Fancy di Iggy Azalea e Charli XCX. LaLa Ri si salva mentre Joey Jay viene eliminata dalla competizione.

### Episodio 6 -Disco-Mentary
Il sesto episodio si apre con le concorrenti che rientrano nell'atelier dopo l'eliminazione di Joey, con le concorrenti discutono sulla tensione tra Kandy e Tamisha durante l'Untucked. Nonostante la ricerca di un confronto, i rapporti tra le due ormai sono compromessi.
- La mini sfida: RuPaul, prima di annunciare la mini sfida, chiede alle concorrenti di diversi in coppie. Le coppie sono LaLa e Symone, Tina e Kandy, Rosé e Denali, Elliott e Tamisha ed, infine, Olivia e Utica. Gottmik, la migliore della puntata precedente, ha la possibilità di unirsi ad una delle coppie, scegliendo Tina e Kandy. Per la mini sfida, le concorrenti devono creare e presentare un vestito creato esclusivamente con nastro adesivo e carta da parati. Le vincitrici della mini sfida sono Elliott with 2 Ts e Tamisha Iman.
- La sfida principale: per la sfida principale le concorrenti, sempre divise in coppie, dovranno esibirsi al primo spettacolo-documentario della storia il "Disco-Mentary". Questo spettacolo involve la storia della musica disco, dove viene mostrato l'evoluzione del genere musicare dagli albori ai giorni nostri. Ad ogni coppia viene assegnata un'epoca diversa della musica disco. Successivamente le concorrenti incontrano il coreografo Miguel Zarate, con il quale organizzano la coreografia per lo spettacolo. Tamisha ed Utica hanno dei problemi con i passi della rispettive coreografie, mentre Rosé e Denali hanno ricevuto complimenti per la loro sintonia come coppia di ballo.

| Concorrente       | Epoca Disco    |
| ----------------- | -------------- |
| Gottmik           | Birth of Disco |
| Kandy Muse        | Birth of Disco |
| Tina Burner       | Birth of Disco |
| Elliott with 2 Ts | Disco & Sex    |
| Tamisha Iman      | Disco & Sex    |
| Olivia Lux        | Studio 54      |
| Utica Queen       | Studio 54      |
| Denali            | Disco Fashion  |
| Rosé              | Disco Fashion  |
| LaLa Ri           | Disco Sucks    |
| Symone            | Disco Sucks    |

Giudice ospite della puntata è Loni Love. Il tema della sfilata di questa puntata è Little Black Dress, dove le concorrenti devono sfoggiare un abito con un tubino nero. RuPaul dichiara Gottmik, Denali, Rosé, LaLa e Symone salve, e lasciò le altre concorrenti sul palco per le critiche. Kandy Muse e Tamisha Iman sono le peggiori mentre Olivia Lux è la migliore della puntata.
- L'eliminazione: Kandy Muse e Tamisha Iman vengono chiamate a esibirsi con la canzone Hit 'em Up Style (Oops!) di Blu Cantrell. Kandy Muse si salva mentre Tamisha Iman viene eliminata dalla competizione.

### Episodio 7 -Bossy Rossy: The RuBoot
Il settimo episodio si apre con le concorrenti che rientrano nell'atelier dopo l'eliminazione di Tamisha, con Kandy dispiaciuta per averla eliminata nonostante il rapporto difficile tra le due. Intanto Elliott ironicamente, ha notato che la maggior parte delle concorrenti che erano in coppia con lei sono state eliminate.
- La mini sfida: per la mini sfida le concorrenti devono "leggersi" a vicenda, ovvero dire qualcosa di cattivo ma facendolo in modo scherzoso. La vincitrice della mini sfida è Gottmik.
- La sfida principale: per la sfida principale, le concorrenti saranno ospiti nel programma di Ross Mathews, Bossy Rossy After Dark, e dovranno lavorare in coppia o in trio, improvvisare e seguire una storia dietro ai loro personaggi. Le squadre vengono composte in maniera casuale. Rosé, LaLa e Denali appariranno in I'm Pregnant By My Imaginary Boyfriend, Gottmik, Utica ed Olivia appariranno in Breaking My Silence: Escaping the Cult of Mimeology, Symone e Kandy appariranno in Tiffany Gibson & Lil' Deb-Deb: Where Are They Now? ed, infine, Tina ed Elliot appariranno in My Best Friend's 600-Pound Ass is Killing our Friendship.

Giudice ospite della puntata è Ts Madison. Il tema della sfilata di questa puntata è Bead It, dove le concorrenti devono sfoggiare un abito ricoperto di perle. RuPaul dichiara Tina, Gottmik, Denali e Rosé salve, e lasciò le altre concorrenti sul palco per le critiche. LaLa Ri e Elliott with 2 Ts sono le peggiori mentre Olivia Lux è la migliore della puntata.
- L'eliminazione: LaLa Ri e Elliott with 2 Ts vengono chiamate a esibirsi con la canzone Whole Lotta Woman di Kelly Clarkson. Elliott with 2 Ts si salva mentre LaLa Ri viene eliminata dalla competizione.

### Episodio 8 -Social Media: The Unverified Rusical
L'ottavo episodio si apre con le concorrenti che rientrano nell'atelier dopo l'eliminazione di LaLa, con Utica delusa di essere stata tra le peggiori per aver ceduto il suo ruolo ad Olivia. Intanto, Denali è infastidita per non essere giudicata una delle migliori per aver presentato il miglior abito durante la sfilata.
- La sfida principale: per la sfida principale, le concorrenti prenderanno parte a un musical ispirato ai social network in cui ogni concorrente avrà il ruolo di un personaggio ispirato ad un social media. Durante l'assegnazione dei copioni, molte scelte di Denali sono state assegnate ad altre concorrenti, rimanendo unicamente con il ruolo scartato da tutti. Poco dopo, le concorrenti ricevono un video-messaggio da Anne Hathaway, dove spende tempo con le concorrenti dando loro consigli su come divertirsi in un musical. Una volta assegnati i copioni, le concorrenti raggiungono lo studio di registrazione, dove Michelle Visage, Erik Paparozzi e David Benjamin Steinberg danno loro consigli e aiuto per la registrazione del pezzo. Durante le registrazioni delle tracce Symone e Utica hanno dei problemi d'intonazione mentre Tina e Rosé ricevono complimenti per la loro estensione vocale. Successivamente le concorrenti incontrano il coreografo Jamal Sims con il quale organizzano la coreografia per il brano. I personaggi impersonati dai concorrenti sono stati:

| Concorrente       | Personaggio impersonato     |
| ----------------- | --------------------------- |
| Denali            | Russian Bot, Nikita         |
| Elliott with 2 Ts | Miss TokTik                 |
| Gottmik           | Russian Bot, Natasha        |
| Kandy Muse        | Reverend Dr. Lady Linked In |
| Olivia Lux        | Markie Tuckenberg           |
| Rosé              | Foxy                        |
| Symone            | Miss InstaGlam              |
| Tina Burner       | EmShee                      |
| Utica Queen       | Lady Tweets                 |

Giudice ospite della puntata è Jamal Sims. Il tema della sfilata di questa puntata è Yellow, Gorgeous, dove le concorrenti devono sfoggiare un abito completamente giallo. RuPaul dichiara Olivia, Utica e Elliott salve e lascia le altre concorrenti sul palco per le critiche. Symone e Kandy Muse le peggiori, mentre Rosé è la migliore della puntata.
- L'eliminazione: Symone e Kandy Muse vengono chiamate a esibirsi con la canzone BO$$ delle Fifth Harmony. Symone si salva ma RuPaul decide di non voler eliminare Kandy Muse perché pensa che ci sia del vero potenziale, quindi la salva e non c'è nessuna eliminazione.

### Episodio 9 -The Snatch Game
Il nono episodio si apre con le concorrenti che rientrano nell'atelier dopo la mancata eliminazione, con Kandy grata di avere ancora una possibilità per dimostrare le sue qualità. Intanto tutte si congratulano con Rosé per la sua vittoria, anche quest'ultima è contenta di aver vinto la sfida a cui teneva di più.
- La mini sfida: per la mini sfida le concorrenti dovranno creare di look con calzamaglie e leggings, per poi esibirsi sulle note di una canzone punk rock. La vincitrice della mini sfida è Tina Burner.
- La sfida principale: per la sfida principale, le concorrenti prendono parte alla sfida più attesa in ogni edizione, lo Snatch Game. Victoria "Porkchop" Parker e Raven sono le concorrenti del gioco. Le concorrenti dovranno scegliere una celebrità e impersonarla per l'intero gioco, con lo scopo di essere il più divertenti possibili. RuPaul ritorna nell'atelier per vedere quali personaggi sono stati scelti, inoltre, aiuta le concorrenti con vari consigli per dare il meglio nel gioco. Le celebrità scelte dai concorrenti sono state:

| Concorrente       | Celebrità impersonata   |
| ----------------- | ----------------------- |
| Denali            | Jonathan Van Ness       |
| Elliott with 2 Ts | Rue McClanahan          |
| Gottmik           | Paris Hilton            |
| Kandy Muse        | Patrick Starrr          |
| Olivia Lux        | Tabitha Brown           |
| Rosé              | Maria, Regina di Scozia |
| Symone            | Harriet Tubman          |
| Tina Burner       | Richard Simmons         |
| Utica Queen       | Bob Ross                |

Giudice ospite della puntata è Ts Madison. Il tema della sfilata di questa puntata è Fascinating Fascinators, dove le concorrenti devono sfoggiare un abito con un copricapo stravagante. RuPaul dichiara Symone, Kandy e Tina salve, e lasciò le altre concorrenti sul palco per le critiche. Utica Queen e Elliott with 2 Ts sono le peggiori mentre Gottmik è la migliore della puntata.
- L'eliminazione: Utica Queen e Elliott with 2 Ts vengono chiamate a esibirsi con la canzone Fascinated delle Company B. Utica Queen si salva mentre Elliott with 2 Ts viene eliminata dalla competizione.

### Episodio 10 -Freaky Friday Queens
Il decimo episodio si apre con le concorrenti che rientrano nell'atelier dopo l'eliminazione di Elliott, con Utica sodisfatta della sua esibizione e afferma che ciò gli darà la carica per vincere la prossima sfida. Intanto molte concorrenti si complimentano con Symone per il profondo messaggio del suo abito della sfilata.
- La sfida principale: per la sfida principale, RuPaul comunica che le concorrenti verranno divise in coppie con cui si trovano più in "sintonia" e per fare ciò sottopone le concorrenti ad una serie di domande con la sensitiva Char Margolis. Le due concorrenti che saranno più in sintonia comporranno le coppie, che sono: Tina e Rosé, Denali e Olivia, Utica e Symone ed, infine, Kandy e Gottmik. Ogni coppia dovrà truccarsi e prepararsi a vicenda e diventare delle vere e proprie "sorelle drag", ove ogni coppia deve rispecchiare il carattere e lo stile dell'altra. RuPaul ritorna nell'atelier per vedere come procedono le concorrenti durante la sfida, inoltre, aiuta le concorrenti con vari consigli su come trovare uno stile in comune tra due distinte personalità.

Giudice ospite della puntata è Loni Love. Durante i giudizi viene chiesto alle concorrenti, chi secondo loro merita di essere eliminata. Dopo la sfilata e le critiche dei giudici, RuPaul dichiara Olivia Lux e Denali le peggiori mentre Symone e Utica Queen sono le migliori della puntata.
- L'eliminazione: Olivia Lux e Denali vengono chiamate a esibirsi con la canzone Shackles (Praise You) delle Mary Mary. Olivia Lux si salva mentre Denali viene eliminata dalla competizione.

### Episodio 11 -Pop! Goes the Queens
L'undicesimo episodio si apre con le concorrenti che rientrano nell'atelier dopo l'eliminazione di Denali, con Olivia dispiaciuta di aver eliminato la sua compagna di squadra nonostante i suoi errori. Successivamente si discute su come alcune concorrenti abbiano reagito quando gli è stato chiesto, chi secondo loro, meritasse di essere eliminata.
- La mini sfida: per la mini sfida le concorrenti parteciperanno ad un quiz di cultura generale incentrato sulle dodici edizioni precedenti dello show. La vincitrice della mini sfida è Kandy Muse.
- La sfida principale: per la sfida principale, le concorrenti dovranno ideare, realizzare e produrre uno spot commerciale per promuovere la propria bibita analcolica in lattina. Poco dopo, le concorrenti ricevono un video-messaggio da Jaida Essence Hall, vincitrice della dodicesima edizione, dove spende tempo con le concorrenti dando loro consigli su come ideare e realizzare una pubblicità divertente. Successivamente le concorrenti raggiungono Carson Kressley e Ross Mathews che aiuteranno a produrre gli spot nel ruolo di registi. Durante la registrazione degli spot, Tina e Gottmik hanno avuto dei problemi con l'organizzazione della scenografia, mentre Rosé e Symone hanno ricevuto complimenti per la loro creatività e per il loro fare comico.

| Concorrente | Bibita realizzata            |
| ----------- | ---------------------------- |
| Gottmik     | Gottmik's GotSexxx Sex Juice |
| Kandy Muse  | The K Special                |
| Olivia Lux  | Liv(e)                       |
| Rosé        | RoséAid                      |
| Symone      | Sweet Toof                   |
| Tina Burner | Burnin' Up                   |
| Utica Queen | Utican                       |

Il tema della sfilata di questa puntata è Beast Couture, dove le concorrenti devono sfoggiare un abito con della pelliccia sintetica. Dopo la sfilata e le critiche dei giudici, RuPaul dichiara Utica Queen e Tina Burner le peggiori mentre Symone e Rosé sono le migliori della puntata.
- L'eliminazione: Utica Queen e Tina Burner vengono chiamate a esibirsi con la canzone My Humps dei Black Eyed Peas. Utica Queen si salva mentre Tina Burner viene eliminata dalla competizione.

### Episodio 12 -Nice Girls Roast
Il dodicesimo episodio si apre con le concorrenti che rientrano nell'atelier dopo l'eliminazione di Tina, con Utica sorpresa di aver vinto il lipsync, data la grande fama di Tina e credeva veramente di essere eliminata. Intanto Kandy è molto amareggiata poiché è l'unica concorrente rimasta in gara a non avere ottenuto ancora una vittoria.
- La mini sfida: per la mini sfida le concorrenti, divise in coppie, dovranno registrare un make-up tutorial usando il viso di una e le braccia di un'altra. Lo coppie formate sono Rosé e Kandy Muse, Symone ed Olivia Lux ed, infine, Gottmik e Utica Queen. Le vincitrici della mini sfida sono Rosé e Kandy Muse.
- La sfida principale: per la sfida principale, viene riaperto ufficialmente il RuPaul's Roast ma, diversamente dalle edizioni precedenti, i concorrenti dovranno "leggere" tre ex-concorrenti votate Miss Simpatia. Le tre Miss Simpatia che parteciperanno al Roast saranno Valentina (9ª edizione), Nina West (11ª edizione) e Heidi N Closet (12ª edizione). Avendo vinto la mini sfida, Rosé e Kandy decidono l'ordine di esibizione che è: Kandy, Symone, Utica, Gottmik, Olivia ed, infine, Rosé. Sia Rosé che Kandy affermano che queste scelte sono state fatte per mantenere alto il livello generale del roast. Una volta scritte le battute, ogni concorrente raggiunge il palco principale dove ricevono consigli da Michelle Visage e Loni Love.

Giudice ospite della puntata è Loni Love. Dopo le critiche dei giudici, RuPaul dichiara Symone e Utica Queen le peggiori mentre Kandy Muse è la migliore della puntata.
- L'eliminazione: Symone e Utica Queen vengono chiamate a esibirsi con la canzone No Tears Left to Cry di Ariana Grande. Symone si salva mentre Utica Queen viene eliminata dalla competizione.

### Episodio 13 -Henny, I Shrunk The Drag Queens!
Il tredicesimo episodio si apre con le concorrenti che rientrano nell'atelier dopo l'eliminazione di Utica, con Kandy al settimo cielo per la sua prima vittoria, mentre Gottmik è contenta di aver dimostrato ai giudici la sua versatilità. Intanto le concorrenti discutono su chi sarà la prossima eliminata prima della proclamazione delle finaliste.
- La sfida principale: per la sfida principale, le concorrenti dovranno recitare nel film sci-fi "Henny, I Shrunk The Drag Queens!", parodia del film Tesoro, mi si sono ristretti i ragazzi. Durante l'assegnazione dei copioni molte concorrenti hanno delle preferenze sui vari ruoli da fare, come ad esempio Kandy e Symone che aspiravano allo stesso ruolo, ma alla fine Symone decide di cedere il ruolo sotto consiglio delle altre a causa delle forti somiglianze tra le concorrenti e i vari personaggi. Poco dopo, le concorrenti ricevono un video-messaggio da Scarlett Johansson, con il marito Colin Jost, che spendono tempo con le concorrenti dando loro consigli su essere divertirsi in un film sci-fi.

| Concorrente | Personaggio interpretato |
| ----------- | ------------------------ |
| Gottmik     | Chardonnay               |
| Kandy Muse  | Dominique Perignon       |
| Rosé        | Brandy                   |
| Olivia Lux  | Ginger Ale               |
| Symone      | Margarita                |

Giudice ospite della puntata è Cynthia Erivo. Il tema della sfilata di questa puntata è Haute Pockets, dove le concorrenti devono sfoggiare un abito con delle tasche. Durante i giudizi viene chiesto alle concorrenti, chi secondo loro merita di essere eliminata. Dopo la sfilata e le critiche dei giudici, RuPaul dichiara Olivia Lux e Kandy Muse le peggiori mentre Rosé è le migliore della puntata.
- L'eliminazione: Olivia Lux e Kandy Muse vengono chiamate a esibirsi con la canzone Strong Enough di Cher. Kandy Muse si salva mentre Olivia Lux viene eliminata dalla competizione.

### Episodio 14 -Gettin' Lucky
Il quattordicesimo episodio si apre con le concorrenti che rientrano nell'atelier dopo l'eliminazione di Olivia, con le concorrenti sono al settimo cielo per essere le ultime quattro rimaste. Successivamente fanno il calcolo delle vittorie di tutti, e molte si chiedono chi riuscirà ad accedere alla finale e se ci sarà un'ultima eliminazione.
Per quest'ultima sfida, RuPaul annuncia che ogni concorrente dovrà scrivere e registrare un pezzo che farà parte del che del nuovo singolo di RuPaul, intitolato Lucky. Dovranno poi esibirsi con la canzone in uno studio antecedente al palcoscenico, eseguendo una coreografia e, infine, prendere parte ad un podcast con RuPaul e Michelle Visage.
Dopo aver scritto il proprio pezzo, una ad una le concorrenti prendono parte al podcast, dove RuPaul e Michelle Visage fanno domande sulla loro esperienza in questa edizione di RuPaul's Drag Race. Per la realizzazione del balletto per lo studio le concorrenti incontrano Jamal Sims che insegna loro la coreografia.
In questa puntata i giudici sono RuPaul, Michelle Visage, Ross Mathews e Carson Kressley. Il tema della sfilata di questa puntata è Drag Excellence, dove le concorrenti devono sfoggiare il loro abito migliore. RuPaul chiede ad ogni concorrente il motivo per cui debba essere scelta proprio lei come vincitrice. Per decidere chi eliminare le concorrenti vengono chiamati a esibirsi con la canzone I Learned from the Best (HQ2 Radio Mix) di Whitney Houston. Dopo l'esibizione RuPaul dichiara di non eliminare nessuno e che tutti e quattro le concorrenti accedono alla finale.

### Episodio 15 -Reunited
In questo episodio tutti i concorrenti, si riuniscono insieme con RuPaul, direttamente dalle loro case per rispettare le procedure contro il COVID-19, per parlare della loro esperienza nello show: discutendo di quali sono stati i loro momenti migliori, delle sfide più difficili e delle scelte di stile effettuate delle concorrenti durante lo show.

### Episodio 16 -Grand Finale
Nell'episodio finale della stagione, le quattro finaliste, dopo aver sfilato nelle categorie Black and White, Red All Over e Grand Finale Eleganza Extravaganza, dovranno esibirsi in playback chiamati "Lipsync For The Crown" in cui due concorrenti dovranno scontrarsi in un playback ed, alla fine, le concorrenti che hanno superato i playback iniziali dovranno esibirsi in un playback finale e da lì sarà proclamata la vincitrice della stagione. Queste esibizioni saranno decise da una ruota della fortuna, dove due concorrenti saranno scelte nel competere nel primo round, mentre quelle non scelte dovranno esibirsi fra di loro nel secondo playback.
Ma prima RuPaul, come ha fatto per tutte le stagioni precedenti, fa delle domande alle finaliste e di come il programma gli ha cambiato la vita, con delle sorprese per tutte e quattro le finaliste.
Dopo le interviste, la ruota dei playback sceglie il nome di Kandy e Rosé, quindi Gottmik e Symone si sfideranno insieme nel secondo playback. Kandy Muse e Rosé si esibiscono in playback con la canzone Work Bitch di Britney Spears. Kandy Muse riesce a passare alla sessione finale, mentre Rosé viene eliminata. Gottmik e Symone si esibiscono in playback con la canzone Gimme More di Britney Spears. Alla fine dell'esibizione Symone riesce a passare alla sessione finale, mentre Gottmik viene eliminata.
Prima del lip-sync finale, viene annunciata la Miss Congeniality dell'edizione, che come la precedente edizione è stata scelta dalle concorrenti. Ad annunciare la vincitrice è Heidi N Closet, Miss Congeniality della dodicesima edizione. A vincere il titolo di Miss Congeniality è LaLa Ri.
Nel lip-sync finale, si scontrarono Kandy Muse e Symone nella canzone Till the World Ends di Britney Spears. Qui viene annunciata la vincitrice della tredicesima stagione, ovvero Symone.